# Castello di Sorbello
Il castello di Sorbello è situato su un'altura davanti a Reschio, nel comune di Cortona, ma non lontano da Umbertide, al confine un tempo tra il granducato di Toscana e lo Stato Pontificio. Dalla rocca prese titolo un ramo della dinastia dei Bourbon del Monte Santa Maria e fu, dal 1416 al 1815, sede dell'omonimo piccolo marchesato, feudo imperiale mediato che comprendeva anche Pereto e la val di Pierle.

## Storia
È costituito da un massiccio palazzo a planimetria rettangolare con torre merlata ghibellina e rivellino, inserito in un basamento trapezoidale con forti rastremature ed accenno a bastionatura, cordolato e con guardiole ai vertici. Il maniero domina tuttora l'alto corso del Tevere ed è sempre la residenza dei marchesi Ranieri Bourbon del Monte. Alle pendici del colle, raggiunto da due sentieri, si trova il borgo agricolo di Sant'Andrea, intorno a un piazzale, con antiche costruzioni e la chiesa, il cui arciprete un tempo era nominato dai signori di Sorbello.
I marchesi, dopo che i Bourbon di Sorbello si estinsero nei Ranieri tramite il matrimonio di Giovanni Antonio con Altavilla, pronipote dell'ultimo feudatario reggente Lodovico IV (1805-1815), utilizzavano la rocca come residenza estiva, unitamente alla villa del Pischiello sulle colline del lago Trasimeno, ma soggiornavano a lungo anche nel palazzo di Perugia e nel castello di Civitella Ranieri, nei dintorni di Umbertide.
L'edificio non dispone di muri di cinta, ma di due maestosi ingressi, uno orientato a est, l'altro a ovest, collegati attraverso un'ampia corte. In mezzo a questa si erge uno scalone, illuminato da un secondo cortile, che sovrasta i locali un tempo adibiti a carcere feudale: a sud-est la fortezza è rivolta verso il sottostante castello di Reschio. La struttura è stata realizzata alle falde di un abbassamento del monte Montaccio e il primo cantiere fu installato nei primi anni dell'XI secolo, secondo quanto risulta dalla prima documentazione concernente la stipulazione di un contratto tra i marchesi e il governo di Città di Castello, avente per oggetto l'alienazione di alcuni immobili. I signori, prima della costruzione della rocca, abitavano in cima al monte e si possono ancora vedere i resti della dimora.
Il feudo dei Bourbon di Sorbello era denominato imperiale, perché concesso, nel 1416, dall'imperatore Sigismondo di Lussemburgo (1410-1437) a Lodovico I (1416-1441), appartenente a una linea collaterale dei Bourbon del Monte, marchesi del Monte Santa Maria: la sovranità su questo piccolo ma strategico territorio - 4 km² e 500 abitanti - durò fino al Congresso di Vienna. I feudatari rogavano atti pubblici, riconosciuti dagli altri governi, e amministravano la giustizia civile e penale in una sala del castello. Il marchesato dipendeva dal Sacro Romano Impero, ma, per motivi di tutela e difesa in caso di guerra, aveva sottoscritto un atto di accomandigia con il granducato di Toscana: il 24 giugno di ogni anno i Sorbello partecipavano, a Firenze, al corteo di San Giovanni Battista per l'omaggio feudale ed erano i primi nella gerarchia dei nobili titolari.
Il maniero, delimitato da un ampio giardino, risulta essere l'unico dell'odierno comune cortonese ad essere intatto e abitabile, dopo alcuni restauri che, non essendo più attuale la destinazione militare, lo convertirono in residenza signorile. Intorno ad esso si notano i ruderi di antiche fortificazioni, ma la facciata, il retro e la torre con i merli a coda di rondine sono inalterati. L'androne, la scalea, il corpo di guardia, le prigioni sono tutti particolari dal volto poliedrico che ricordano i tempi feudali. Nel piano terra la cappella di Sant'Andrea custodisce una pala d'altare dedicata all'apostolo e un graffito raffigurante la Madonna, patrona di tutti i rami dei Bourbon del Monte Santa Maria.
L'interno del monumentale edificio è stato quasi totalmente rimaneggiato nel Seicento secondo il gusto barocco, prevalente nel periodo. È caratterizzato da 365 stanze, secondo la composizione dell'anno solare: interessanti, anche per l'arredamento e le opere d'arte conservate, il piano nobile, la sala del marchese, del trono, dei busti (rappresentanti molti componenti della prolifica dinastia).
Lo stesso marchese Uguccione Ranieri parla, inoltre, dell'inquietante presenza soprannaturale di un fantasma che si manifesterebbe ogni 19 luglio, riferibile a Battistello di Sorbello, figlio legittimato di Guidone I e della favorita Rosa di Bagnolo, fatto decapitare nella sala di giustizia del castello, appunto in quel giorno del 1558, per volere dello zio Lodovico II per timore che ostacolasse la successione del proprio erede Tancredi II. Lo spettro, come in un rito, pare compia la sua annuale comparsa nella sala del trono con la testa male attaccata quasi ad angolo retto, percorra la sala dei busti e, attraverso scale non più esistenti, si soffermi nel luogo dove morì.